# Aaron Paul
Aaron Paul, nascut Aaron Paul Sturtevant (Emmett, 27 d'agost de 1979) és un actor estatunidenc. Després d'aparèixer en shows de televisió estatunidencs, incloent-hi un paper recurrent a la sèrie de HBO Big Love, Paul va esdevenir famós l'any 2008 pel seu aclamat paper de Jesse Pinkman en l'exitosa sèrie de l'AMC, Breaking Bad. Aquest paper el va dur a guanyar dos Premis Emmy al millor actor de repartiment en una sèrie de drama, esdevenint un dels únic cinc actors que han guanyat aquest premi més d'una vegada. També va guanyar dos Saturn Awards al millor actor de repartiment en la televisió.

## Carrera

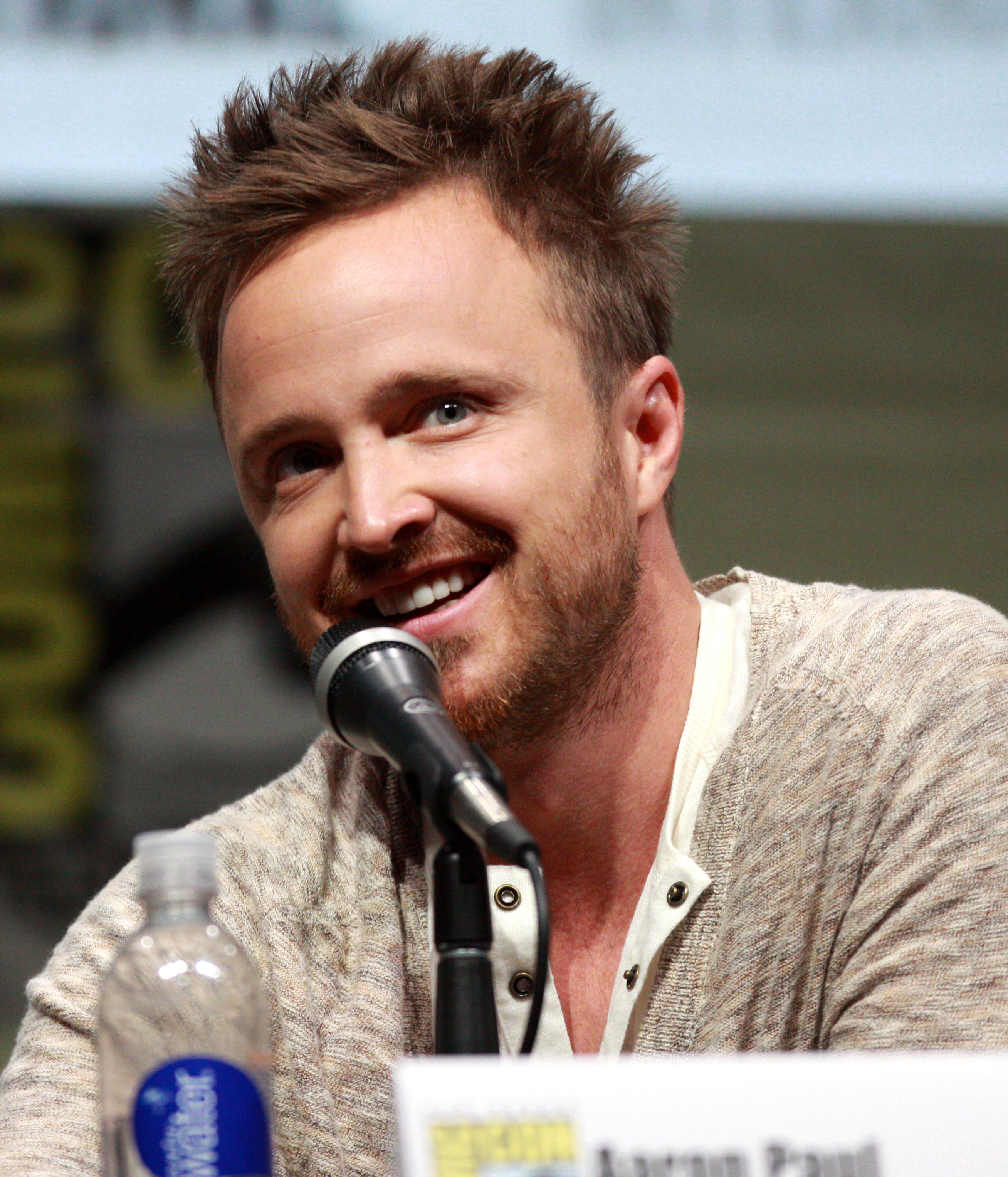
Paul al Comic-Con del 2013 a San Diego.

L'any 1996, Paul va anar a Los Angeles per la competició d'International Modeling and Talent Association (IMTA). Al guanyar-la va signar amb un mànager. Va tenir el paper principal en el vídeo musical "Thoughtless" del grup Korn i "White Trash Beautiful" d'Everlast. Va participar en anuncis televisius de Juicy Fruit, Corn Pops, i Vanilla Coke.
Pel·lícules en les quals apareix Paul: Whatever It Takes (2000), Socors, sóc un peix! (2001), K-PAX (2001), la pel·lícula de MTV Wasted (2002), Van Wilder: La festa salvatge (National Lampoon's Van Wilder) (2002), Perfect Opposites (2004), Bad Girls From Valley High (2005), Choking Man (2006), Mission: Impossible III (2006), and The Last House on the Left (2009), entre d'altres. Va protagonitzar el curt llançat a Internet l'any 2010 Funny or Die Weird: The Al Yankovic Story en el paper de "Weird Al" Yankovic.
Va protagonitzar la pel·lícula Wreckage l'any 2010 i Smashed, que va ser seleccionada pel festival de cinema Sundance 2012.
Paul ha fet aparicions en programes de televisió com ara The Guardian, CSI: Crime Scene Investigation, CSI: Miami, ER, Sleeper Cell, Veronica Mars, The X-Files, Ghost Whisperer, Criminal Minds, Bones, i 3rd Rock from the Sun (4a temporada, episodi 24). El seu personatge recurrent, Scott Quittman, apareix 14 vegades al llarg de les 5 temporades de Big Love de la HBO.
L'any 2008, Paul començà a interpretar el seu paper com a Jesse Pinkman a la sèrie Breaking Bad de l'AMC. El seu personatge originàriament moria durant la primera temporada, però després de veure la química entre Paul i el personatge protagonista, Bryan Cranston, el creador de la sèrie, Vince Gilligan va canviar de parer i va decidir que no morís. És una coincidència que Paul no aconseguís durant l'audició el paper de Francis, el fill gran de Cranston, personatge de Malcolm in the Middle. Paul fou nominat pel seu paper a Breaking Bad per l'Emmy al millor actor de repartiment en una sèrie dramàtica l'any 2009, 2010, 2012, i 2013, guanyant l'any 2010 i 2012.

## Premis i nominacions

### Premis
- 2010: Primetime Emmy al millor actor secundari en sèrie dramàtica per Breaking Bad
- 2012: Primetime Emmy al millor actor secundari en sèrie dramàtica per Breaking Bad

### Nominacions
- 2009: Primetime Emmy al millor actor secundari en sèrie dramàtica per Breaking Bad
- 2013: Primetime Emmy al millor actor secundari en sèrie dramàtica per Breaking Bad